# صموئيل فرنسيس (عداء سريع)
صموئيل فرنسيس هو عداء سريع قطري، ولد في 27 مارس 1987 في بورت هاركورت في نيجيريا.

## وصلات خارجية
- صموئيل فرنسيس على موقع الاتحاد الدولي لألعاب القوى (الإنجليزية)
- صموئيل فرنسيس على موقع الدوري الماسي (الإنجليزية)
- صموئيل فرنسيس على موقع اللجنة الأولمبية الدولية (الإنجليزية)
- صموئيل فرنسيس على موقع أوليمبيديا (الإنجليزية)